# Mielgitshokka
Mielgitshokka är en kulle i Finland. Den ligger i Utsjoki kommun i landskapet Lappland, i den norra delen av landet, 1 100 km norr om huvudstaden Helsingfors. Toppen på Mielgitshokka är 370 meter över havet, eller 76 meter över den omgivande terrängen. Bredden vid basen är 1,9 km.
Terrängen runt Mielgitshokka är platt åt nordväst, men åt sydost är den kuperad.  Trakten runt Mielgitshokka är nära nog obefolkad, med mindre än två invånare per kvadratkilometer. Närmaste större samhälle är Utsjoki by, 13,0 km nordost om Mielgitshokka. Omgivningarna runt Mielgitshokka är i huvudsak ett öppet busklandskap.